# Hrašće Turopoljsko
Hrašće Turopoljsko (1900-ig Hrašće, régi magyar neve Harastya) falu Zágráb közigazgatási területén Horvátországban, a főváros déli részén. Ma Zágráb Novi Zagreb – zapad városnegyedéhez tartozik.

## Fekvése
Zágráb városközpontjától 9 km-re délre, a Száva előterében fekvő síkságon, Odra és az A11-es autópálya között fekszik. 

## Története
A falut a tölgyfáról nevezték el , amely itt egykor nagy területen nőtt. Ebből arra következtethetünk, hogy régen tölgyerdőben állt. Nevét 1265-ben „Harastya” földje néven említik először. A 14. század elején a zágrábi káptalannak volt itt birtoka, melyet egyik írnokának egy Dénes nevű papnak adott. 1327-ben a birtokot a túrmezei Rados fia Mátyás özvegyével, Srebren asszonnyal, valamint Guren nevű fiával és annak Máté nevű testvérével cserélte el a Medvevár alatti Petrovac nevű birtokukért. 1331-ben ugyancsak ez a Dénes nevű pap hat márkáért eladta a harastyai birtok egy részét Vidomir fia Petaknak és Márk fia Istvánnak. A birtok Odra és Gliboka (Mlaka) között húzódott. A harastyai birtokok egy része Zselin várához tartozott, mely akkor királyi birtok volt. 1387-ben Zsigmond király a zselini uradalom harastyai és petrovinai birtokait Zágráb városának adományozta, mely így a Túrmezei kerület közvetlen szomszédságába került. Mivel valószínű, hogy Dénes pap nem a túrmezei volt, a túrmezeiek 1327-ben, majd később 1331-ben is birtokba vették Harastyát. 
Ettől az időtől a 15. század közepéig alig van adat a településről. 1459-ben a falu nevét több harastyai lakos nevében említik az egyházi tizedjegyzék listáján, akikre vonatkozóan azonban nem tudjuk, hogy túrmezeiek vagy zágrábiak voltak-e. A falu neve ezután még több 15. századi oklevélben felbukkan. A 16. század elején a faluban csak egy nemes túrmezei család élt. 1600-ban Kosković mellett a Pevec, Vitković, Kokotović és Sedmak családot találjuk Hrašćében, 1602-ben pedig a Macedurić családot. 1667-ben már tizenhat túrmezei nemes családnak volt itt háza. Az 1747-es bajor háborúban 5, az 1758-ban kezdődő hétéves háborúban pedig 3 helyi nemes fiatal vett részt. 1773-ban a faluban 25 házat számláltak, köztük Skerlecz Péter jobbágyainak házait. Egy 1782-es okirat a helyi nemesek teljesebb listáját tartalmazza.  Ugyanezeket a nemeseket és a nemes Cvetković családot említik a Túrmező 1796-os népszámlálásakor. 1809-ben négy hrašćei nemes csatlakozott a franciák elleni felkeléshez.

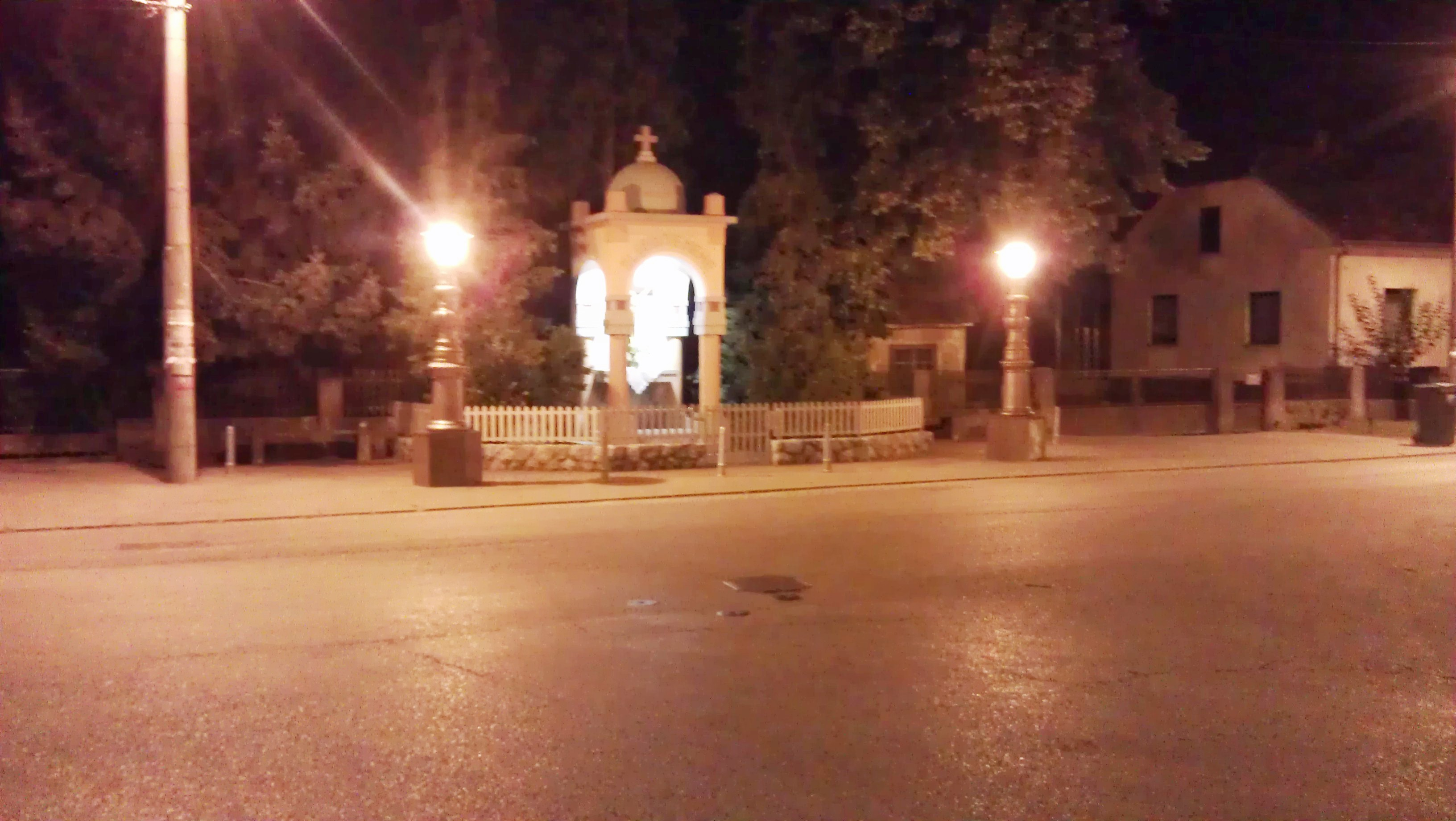
Éjszaka a faluban

Az első katonai felmérés térképén „Hrasche” néven található. Lipszky János 1808-ban Budán kiadott repertóriumában „Hrascha” néven szerepel. Nagy Lajos 1829-ben kiadott művében „Hrascha” néven 49 házzal és 469 katolikus lakossal találjuk. 
1857-ben 348, 1910-ben 660 lakosa volt. Zágráb vármegye Nagygoricai járásához tartozott. 1941 és 1945 között a Független Horvát Állam része volt, majd a szocialista Jugoszlávia fennhatósága alá került. 1991-től a független Horvátország része. 1991-ben lakosságának 99,2%-a horvát nemzetiségű volt. 2011-ben 1202 lakosa volt.

## Népessége
| Lakosság változása | Lakosság változása | Lakosság változása | Lakosság változása | Lakosság változása | Lakosság változása | Lakosság változása | Lakosság változása | Lakosság változása | Lakosság változása | Lakosság változása | Lakosság változása | Lakosság változása | Lakosság változása | Lakosság változása | Lakosság változása |
| ------------------ | ------------------ | ------------------ | ------------------ | ------------------ | ------------------ | ------------------ | ------------------ | ------------------ | ------------------ | ------------------ | ------------------ | ------------------ | ------------------ | ------------------ | ------------------ |
| 1857               | 1869               | 1880               | 1890               | 1900               | 1910               | 1921               | 1931               | 1948               | 1953               | 1961               | 1971               | 1981               | 1991               | 2001               | 2011               |
| 348                | 518                | 476                | 509                | 604                | 660                | 631                | 738                | 824                | 822                | 891                | 950                | 1.031              | 1.099              | 1.156              | 1.202              |

## Sport
AZ NK Hrašće labdarúgóklubot 1953-ban alapították. A csapat a zágrábi 3. ligában szerepel.

## Egyesületek
A DVD Hrašće önkéntes tűzoltó egyesületet 1944-ben alapították. 

## Fordítás
Ez a szócikk részben vagy egészben  a   Hrašće Turopoljsko című horvát Wikipédia-szócikk ezen változatának fordításán alapul.  Az eredeti cikk szerkesztőit annak laptörténete sorolja fel. Ez a jelzés csupán a megfogalmazás eredetét és a szerzői jogokat jelzi, nem szolgál a cikkben szereplő információk forrásmegjelöléseként.